# 黃卿
黃卿（1484年—？），字時庸，號海亭。山東益都縣北關人。明朝政治人物、詩人。

## 生平
正德二年（1507年），黄卿中式丁卯科山東鄉試第四十三名舉人，正德三年（1508年）戊辰科進士，授河南涉縣知縣，五年任武进知县，歷任南京刑部郎中，出爲太原府知府，嘉靖八年正月入觐，三月升浙江右參政，因忤首辅张璁，被调任陕西，辞官归。十六年四月起用，升江西右布政使，十八年八月轉左布政。與陳經、楊應奎等結為“海岱詩社”。

## 著作
著有《海岱會稿》、《編苕集》等。

## 家族
曾祖黄铭。祖父黄辅。父黄信。母宋氏。重庆下。弟介卿。